# 이은아 (가수)
이은아(1990년 8월 25일 ~)는 대한민국의 가수다. 2013년 이은아, 슬라임 싱글 앨범 [Still]로 데뷔했다.

## 방송
- 보이스 코리아 (시즌 1) (2012) - Top24
- 히든싱어 4 (2015) - 거미편 준우승, 왕중왕전 우승
- 싱어게인 1 (2020) - Top71

## 공연
- 공대남 음대녀 스페샬 콘써-트 (2016)
- 이은아 콘서트 (2016)